# Rybno (gmina w województwie mazowieckim)
Rybno – gmina wiejska w Polsce, położona w województwie mazowieckim, w powiecie sochaczewskim. W latach 1975–1998 gmina administracyjnie należała do województwa skierniewickiego.
Siedziba władz gminy to Rybno.
Według danych z 31 grudnia 2016 gminę zamieszkiwało 3477 osób. Natomiast według danych z 31 grudnia 2019 roku gminę zamieszkiwało 3478 osób.

## Struktura powierzchni
Obszarowo gmina zajmuje powierzchnię 73 kilometrów kwadratowych, co stanowi ok. 10% powierzchni powiatu sochaczewskiego.
Według danych z roku 2016 całkowita powierzchnia gminy Rybno wynosi 7275 ha, w tym:
- użytki rolne: 91,28%
- użytki leśne: 4,4%

## Demografia
Dane z 31 grudnia 2016:
| Opis                              | Ogółem | Ogółem | Kobiety | Kobiety | Mężczyźni | Mężczyźni |
| --------------------------------- | ------ | ------ | ------- | ------- | --------- | --------- |
| Jednostka                         | osób   | %      | osób    | %       | osób      | %         |
| Populacja                         | 3477   | 100    | 1762    | 51      | 1715      | 49        |
| Gęstość zaludnienia [mieszk./km²] | 48     | 48     | 24,4    | 24,4    | 23,6      | 23,6      |

## Ludność
- Piramida wieku mieszkańców gminy Rybno w 2016[4] roku.

## Sołectwa
W skład gminy wchodzą 24 sołectwa:
Aleksandrów, Antosin, Bronisławy, Cypriany, Ćmiszew-Parcel, Ćmiszew Rybnowski, Erminów, Jasieniec, Józin, Kamieńszczyzna, Karolków Rybnowski, Karolków Szwarocki, Konstantynów, Koszajec, Ludwików-Rybionek, Matyldów, Nowa Wieś, Nowy Szwarocin, Rybno, Sarnów, Stary Szwarocin, Wesoła, Wężyki, Złota.

## Sąsiednie gminy
Iłów, Kocierzew Południowy, Młodzieszyn, Nowa Sucha, Sochaczew